# Мачабели, Давид Егорович
Давид Егорович Мачабели (Мачабелов) (?—1776) — князь, генерал-майор, герой русско-турецкой войны 1768—1774 годов.

## Биография
Происходил из грузинских князей. В русскую военную службу вступил в 1750 году. 1 мая 1763 года получил чин подполковника Орловского пехотного полка Украинского корпуса.
В 1768 году Мачабели выступил на театр военных действий против Турции и за боевые отличия в начале 1770 года произведён в полковники с назначением командиром Смоленского пехотного полка. 26 ноября 1773 года он был награждён орденом св. Георгия 4-й степени (№ 191 по кавалерскому списку Судравского и № 231 по списку Григоровича — Степанова)
За храброе и мужественное подавание своим подчиненным примера в прогнании неприятеля во время экспедиции на Гирсов 3 сентября 773 года.
14 августа 1775 года Мачабели был произведён в генерал-майоры с определением к статским делам и скончался в Полтаве в 1776 году.